# Nicolás Dávalos de Ribera y Ribera
Nicolás Dávalos de Ribera y Ribera (Lima, f. 1710), i conde de Santa Ana de las Torres, fue un militar y noble criollo, funcionario en el Virreinato del Perú.
Hijo de Juan Dávalos de Ribera y Valdez, y Juana de Ribera Mendoza. Ingresó en el Colegio Real de San Martín (29 de julio de 1643). Sentó plaza de capitán en el Regimiento de Infantería de Lima y, como sargento mayor, prestó destacados servicios en el tercio que efectuó campaña contra los piratas en la Mar del Sur y defendió Panamá contra Henry Morgan.
Elegido alcalde ordinario de Lima (1677 y 1684), fue el cuarto poseedor del mayorazgo creado por Elvira Dávalos, mujer de Nicolás de Ribera el Viejo, su tatarabuelo. Por mérito de sus servicios y los méritos de sus antepasados, se le otorgó el título nobiliario mencionado el 28 de mayo de 1684.
| Predecesor: José de Castro Isásaga  | Alcalde ordinario de Lima Segundo voto 1677 | Sucesor: Francisco Delgadillo de Sotomayor |
| Predecesor: Alonso Lasso de la Vega | Alcalde ordinario de Lima Primer voto 1684  | Sucesor: Rodrigo de Vilela y Esquivel      |